# Dichostates muelleri
Dichostates muelleri är en skalbaggsart som beskrevs av Max Quedenfeldt 1888. Dichostates muelleri ingår i släktet Dichostates och familjen långhorningar.
Artens utbredningsområde är Gabon. Inga underarter finns listade i Catalogue of Life.